# Hoplocorypha punctata
Hoplocorypha punctata es una especie de mantis de la familia Thespidae.

## Distribución geográfica
Se encuentra en Tanzania.